# Chester-le-Street

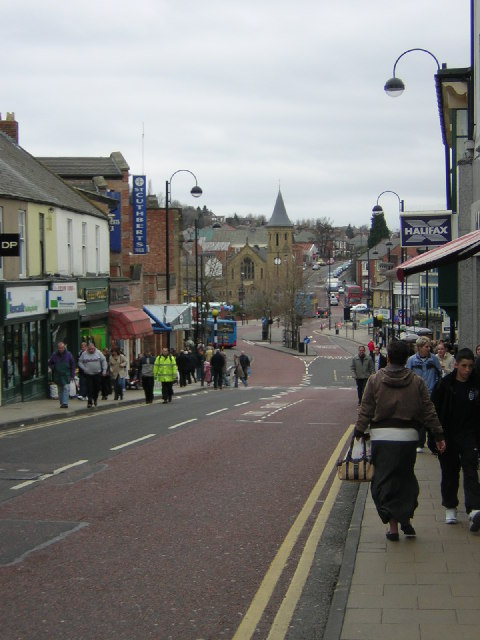
Strada principală

Chester-le-Street este un oraș și un district ne-metropolitan situat în comitatul County Durham, regiunea North East, Anglia. Districtul are o populație de 53.200 locuitori, din care 23.946 locuiesc în orașul propriu zis Chester-le-Street.